# Liste der Pflanzenviren
Die Taxonomie der Pflanzenviren fasst alle Virusfamilien und -gattungen zusammen, in denen pflanzenpathogene Viren (Pflanzenviren) vertreten sind. Sie folgt den Grundsätzen der Virus-Taxonomie, nach der die wesentlichen taxonomischen Unterscheidungsmerkmale das Vorhandensein einer Virushülle, die Symmetrie des Kapsids und die Art des Genoms sind. Die Nukleinsäure, die im Virion das Genom bildet, kann aus RNA oder DNA bestehen, jeweils als einzelner Strang (linear), zu einem Kreis kovalent geschlossen (zirkulär) oder in mehreren Stücken (segmentiert); die Nukleinsäure kann einzelsträngig (single-stranded, ss) oder doppelsträngig (double-stranded, ds) vorliegen. Nach der Polarität einer einzelsträngigen Nukleinsäure unterscheidet man negative ss(−), positive ss(+) und ambisense ss(−/+) Genome. Bei einigen Pflanzenviren wird während der Vermehrung durch eine Reverse Transkriptase (RT) RNA in DNA umgeschrieben.
Die überwiegende Zahl der aufgeführten Familien enthalten ausschließlich Pflanzenviren, lediglich drei Familien umfassen auch Gattungen mit animalen Viren (Reoviridae, Rhabdoviridae, Bunyaviridae). Viele Gattungen von Pflanzenviren sind nach den Festlegungen des ICTV noch keiner Familie zugeordnet (nicht klassifiziert, n. k.).
| Familie          | Gattung                                                                                             | Genom                                    | Virushülle | Symmetrie/Form                          |
| ---------------- | --------------------------------------------------------------------------------------------------- | ---------------------------------------- | ---------- | --------------------------------------- |
| Caulimoviridae   | Caulimovirus, Petuvirus, Soymovirus, Cavemovirus, Badnavirus, Tungrovirus                           | dsDNA (RT), zirkulär                     | keine      | ikosaedrisch, bazilliform               |
| Geminiviridae    | Mastrevirus, Curtovirus, Topocuvirus, Begomovirus                                                   | ss(+/−)DNA, zirkulär, segmentiert (1–2)  | keine      | ikosaedrisch, sphärisch                 |
| Nanoviridae      | Nanovirus, Babuvirus                                                                                | ss(+)DNA, zirkulär, segmentiert (6–9)    | keine      | ikosaedrisch, sphärisch                 |
| Reoviridae       | Fijivirus, Phytoreovirus, Oryzavirus                                                                | dsRNA, segmentiert (10–12)               | keine      | ikosaedrisch, sphärisch                 |
| Partitiviridae   | Alphacryptovirus, Betacryptovirus                                                                   | dsRNA, segmentiert (2)                   | keine      | ikosaedrisch, sphärisch                 |
| Endornaviridae   | Endornavirus                                                                                        | dsRNA, linear                            | –          | –                                       |
| Pseudoviridae    | Pseudovirus, Sirevirus                                                                              | ssRNA (RT)                               | –          | ikosaedrisch, sphärisch                 |
| Rhabdoviridae    | Varicosavirus                                                                                       | ss(−)RNA, segmentiert (2)                | keine      | helikal, stäbchenförmig                 |
| Sequiviridae     | Sequivirus, Waikavirus                                                                              | ss(+)RNA, linear                         | keine      | ikosaedrisch, sphärisch                 |
| Secoviridae.     | Sadwavirus                                                                                          | ss(+)RNA, segmentiert (2)                | keine      | ikosaedrisch, sphärisch                 |
| Secoviridae      | Cheravirus                                                                                          | ss(+)RNA, segmentiert (2)                | keine      | ikosaedrisch, sphärisch                 |
| Tombusviridae    | Tombusvirus, Aureusvirus, Avenavirus, Carmovirus, Necrovirus, Panicovirus, Machlomovirus            | ss(+)RNA, linear                         | keine      | ikosaedrisch, sphärisch                 |
| Tombusviridae    | Dianthovirus                                                                                        | ss(+)RNA, segmentiert (2)                | keine      | ikosaedrisch, sphärisch                 |
| Tymoviridae      | Tymovirus, Marafivirus, Maculavirus                                                                 | ss(+)RNA, linear                         | keine      | ikosaedrisch, sphärisch                 |
| Bromoviridae     | Alfamovirus, Bromovirus, Cucumovirus, Ilarovirus, Oleavirus                                         | ss(+)RNA, segmentiert (3)                | keine      | ikosaedrisch, sphärisch bis bazilliform |
| Comoviridae      | Comovirus, Fabavirus, Nepovirus                                                                     | ss(+)RNA, segmentiert (2)                | keine      | ikosaedrisch, sphärisch                 |
| Luteoviridae     | Luteovirus, Polerovirus, Enamovirus                                                                 | ss(+)RNA, linear                         | keine      | ikosaedrisch, sphärisch                 |
| Tombusviridae    | Umbravirus                                                                                          | ss(+)RNA, linear                         | keine      | keine                                   |
| Solemoviridae    | Sobemovirus                                                                                         | ss(+)RNA, linear                         | keine      | ikosaedrisch, sphärisch                 |
| Mayoviridae      | Idaeovirus                                                                                          | ss(+)RNA, segmentiert (2)                | keine      | ikosaedrisch, sphärisch                 |
| Botourmiaviridae | Ourmiavirus                                                                                         | ss(+)RNA, segmentiert (3)                | keine      | ikosaedrisch, bazilliform               |
| Virgaviridae     | Tobamovirus                                                                                         | ss(+)RNA, linear                         | keine      | helikal, stäbchenförmig                 |
| Virgaviridae     | Tobravirus, Furovirus, Pecluvirus                                                                   | ss(+)RNA, segmentiert (2)                | keine      | helikal, stäbchenförmig                 |
| Virgaviridae     | Hordeivirus, Pomovirus                                                                              | ss(+)RNA, segmentiert (3)                | keine      | helikal, stäbchenförmig                 |
| Benyviridae      | Benyvirus                                                                                           | ss(+)RNA, segmentiert (4–5)              | keine      | helikal, stäbchenförmig                 |
| Potyviridae      | Potyvirus, Ipomovirus, Macluravirus, Rymovirus, Tritimovirus                                        | ss(+)RNA, linear                         | keine      | helikal, filamentös                     |
| Potyviridae      | Bymovirus                                                                                           | ss(+)RNA, segmentiert (2)                | keine      | helikal, filamentös                     |
| Closteroviridae  | Closterovirus, Ampelovirus                                                                          | ss(+)RNA, linear                         | keine      | helikal, filamentös                     |
| Closteroviridae  | Crinivirus                                                                                          | ss(+)RNA, segmentiert (2)                | keine      | helikal, filamentös                     |
| Flexiviridae     | Potexvirus, Mandarivirus, Allexivirus, Carlavirus, Foveavirus, Capillovirus, Vitivirus, Trichovirus | ss(+)RNA                                 | keine      | helikal, filamentös                     |
| Rhabdoviridae    | Cytorhabdovirus, Nucleorhabdovirus                                                                  | ss(−)RNA, linear                         | vorhanden  | helikal, bazilliform                    |
| Bunyaviridae     | Tospovirus                                                                                          | ss(−/+)RNA und (−)RNA, segmentiert (3)   | vorhanden  | ikosaedrisch, sphärisch                 |
| Phenuiviridae    | Tenuivirus                                                                                          | ss(+/−)RNA und (−)RNA, segmentiert (4–6) | keine      | filamentös                              |
| Aspiviridae      | Ophiovirus                                                                                          | ss(−)RNA, segmentiert (3–4)              | keine      | helikal, filamentös                     |